# جيرود
33°48′26″N 36°44′25″E / 33.807222222222°N 36.740277777778°E
مدينة جيرود مدينة سورية في القلمون تابعة لمنطقة القطيفة التابعة بدورها إداريا لمحافظة ريف دمشق وهي مركز ناحية ، تقع المدينة شمال ِشرق مدينة القطيفة على ارتفاع 835 م عن سطح البحر توجد بالقرب منها بعض الآثار القديمة كما وفيها وحدة إرشاد زراعي تهتم بالشؤون الزراعية لأراضي جيرود والأماكن المحيطة بها. يحدها من الشمال جبال القلمون ومن الجنوب مدينة الرحيبة ومن الشرق مملحة جيرود ومن الغرب مدينة القطيفة
يعمل معظم سكانها بالزراعة والرعي وتملك كمّاً هائلاً من المزارع المحيطة بها أشهر المحاصيل الزراعية فيها العصفر العنب والبطاطا والقمح
التعداد السكاني 50 ألف نسمة تقريباً.

## التسمية
هناك الكثير من التفسيرات لأصل تسمية جيرود:
- التفسير الأول ترى بأن الاسم ذو أصل سرياني ولكن لم يتم العثور على أي دليل يؤكد هذا التفسير
- التفسير الثاني أيضا من السريانية تحلل الكلمة إلى مقطعين (جي) (رود) ليصبح معنى الاسم الجماعة المنخفضة حيث (جي) تعني منخفض و (رود) تعني الجماعة ويذهب هذا التفسير إلى أن سكان جيرود كانوا بالأصل من سكان كهوف يبرود [3] نزلو إلى منطقة جيرود واستوطنوا ضفاف بحيرة جيرود ومنه جاءت التسمية الجماعة المنخفضة نسبة إلى سكان يبرود الجماعة المرتفعة.
- التفسير الثالث يرى بأن الاسم قادم من كلمة جَرد والذي يعني باللغة العربية المكان ذو الهضاب العريضة المرتفعة الصالحة لرعي المواشي وخاصة في فصل الصيف والخالي من الشجر وقد تم إطلاق هذا الاسم على هذه المنطقة إبان الفتج الإسلامي ومع بعض التحريفات أصبح اسم الممنطقة جيرود
- التفسير الرابع يرى أن التسمية تعود إلى العربية الآشورية (جَرود) أو إلى لغة أقدم منها

## الموقع والسكان
تقع جيرود على بعد 20 كم شمال شرق القطيفة في الهضبة الدنيا (الشرقية) للقلمون، تتوسط واد بنيوي فسيح، وإلى شرقها منطقة تعرف باسم مملحة جيرود، ويحيط بالمملحة مواقع أثرية تعود لما قبل التاريخ. القرية تأتيها المياه عن طريق شبكة مائية تتغذى من الآبار الارتوازية.
ويبلغ تعداد سكان مدينة جيرود حسب آخر إحصائية لعام 2004 من المقيمين (25000) نسمة أما تعدادهم حسب سجلات قيد النفوس فيبلغ حوالي (33)ألف نسمة.

## تاريخ جيرود
هي بلدة قديمة تعود للعهد الآرامي، كما أنها ذكرت في كل من العهدين الروماني والبيزنطي، وذكرها ياقوت الحموي في معجمه باسم جرود، كما أنها ذكرت في كل من كتاب ابن خرداذبة المسمى المسالك والمهالك وأيضا كتاب الأغاني كتابة أبو الفرج الأصفهاني
كما كانت جيرود مقرًا لبعض الأمراء منهم الأمير ركن الدين منكورس الذي يعود إليه بناء خان العطنة والأمير الأموي يزيد بن زياد بن أبيه.
أما عن بدايات الوجود الإنساني في هذه المنطقة فقد دلّت الآثار المكتشفة في جبرود من قبل البعثة الفرنسية للتنقيب عام 1981 م أن بدء وجود الإنسان في منطقة جيرود يعود إلى الفترة الممتدة من 12 إلى 10 آلاف سنة قبل الميلاد أي إلى المرحلة النطوفية وأيضا تعتبر جيرود تاريخها أقدم من دمشق أو معاصر لها 
وقد جاءت نتائج بعض الدراسات لإحدى الرحى الأثرية المكتشفة في جيرود لتؤكد بأن أهالي جيرود عرفوا الزراعة منذ الألف السادسة قبل الميلاد.

## آثار جيرود
اكتشفت فهيا قناة فخارية أثرية تمتد من الجنوب إلى الشمال. أما بيوت جيرود القديمة فهي من الطين والخشب وتتركز هذه البيوت حاليا في شمالي جيرود، بينما تسود البيوت الأسمنتية جزئها الجنوبي.

## النشاط الاقتصادي

### الزراعة وتربية المواشي
يعمل سكان جيرود بالزراعة وهم ينتجون الحبوب الشتوية والعنب والبطاطا والحبوب، وبتربية الأغنام والماعز والأبقار والدواجن

### الصناعة
يمتهن أهالي جيرود أيضا بعض الصناعات اليدوية البسيطة كنسج البسط والصوف، وصناعة القلي والجبس المستخرج من المنجم الواقع جنوب المملحة، كما وفيها معمل لإنتاج الجبس الطبي، وعملوا سابقا في استخراج الملح، وفيها محطة للرصد الجوي.